# Valley of the Damned (singolo)
Valley of the Damned è un singolo del gruppo musicale melodic death metal svedese Hypocrisy, pubblicato nel 2009 dalla Nuclear Blast.

## Tracce
1. Valley of the Damned – 4:16

## Formazione
- Peter Tägtgren - voce, chitarra, tastiere
- Mikael Hedlund - basso
- Horgh - batteria